# Tortellini

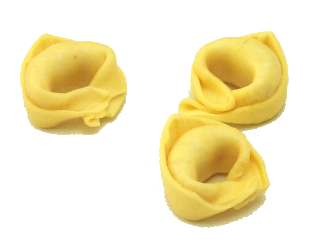
Tortellini

Tortellini ou tortéi são pastelinhos de massa de farinha de trigo e gemas de ovos que, depois de estendida bem fina, é cortada em quadrados que são recheados com uma mistura de carnes e dobrados sobre si próprios e com um dedo para formarem umas rodelas com a forma do umbigo, ou “cappelletti”, como também é chamado, também é conhecido como agnolotti ou agnolini em alguns lugares do Brasil. Fazem parte das massas alimentícias típicas da Itália, especificamente dentro dos “Prodotti agroalimentari tradizionali dell’ Emília-Romanha” e, mais especificamente, das províncias de Bolonha e Módena. Segundo a "Irmandade do Tortelloni", estes pastelinhos devem ser exclusivamente comidos num caldo, de galinha ou de carne de vaca. 
Ainda segundo a “Ordem do Tortellino”, o recheio deve ser composto de lombo de porco, presunto, mortadela de Bolonha, Parmigiano-Reggiano, ovos e noz moscada. No entanto,  encontrou-se uma outra receita, especificamente sob a denominação “Tortellini all’Emiliana”, segundo a qual se deve saltear num pouco de óleo uma porção de vitela com cenoura, cebola, aipo, vinho branco, “guanciale” e salsicha picados; separadamente, cozem-se em água galinha, carne de vaca e língua e guarda-se o caldo de cozer a galinha para depois cozer os tortellini. As carnes já cozinhadas são moídas e temperadas com sal, noz moscada, parmigiano e pecorino. 